# Герман (Кононович)
Архимандри́т Ге́рман Кононо́вич (ум. 1737) — архимандрит Троицкого Ильинского монастыря Черниговской епархии Русской православной церкви.

## Биография
Герман Кононович последовательно занимал должность учителя Черниговского коллегиума, экзаминатора и наместника кафедры. 27 апреля 1711 года он был возведен в сан игумена и назначен настоятелем Николаевского Макошинского монастыря (в Сосницком уезде). 
В 1714 году он был переведен в Троицкий Ильинский монастырь города в Чернигова и получил сан архимандрита. 

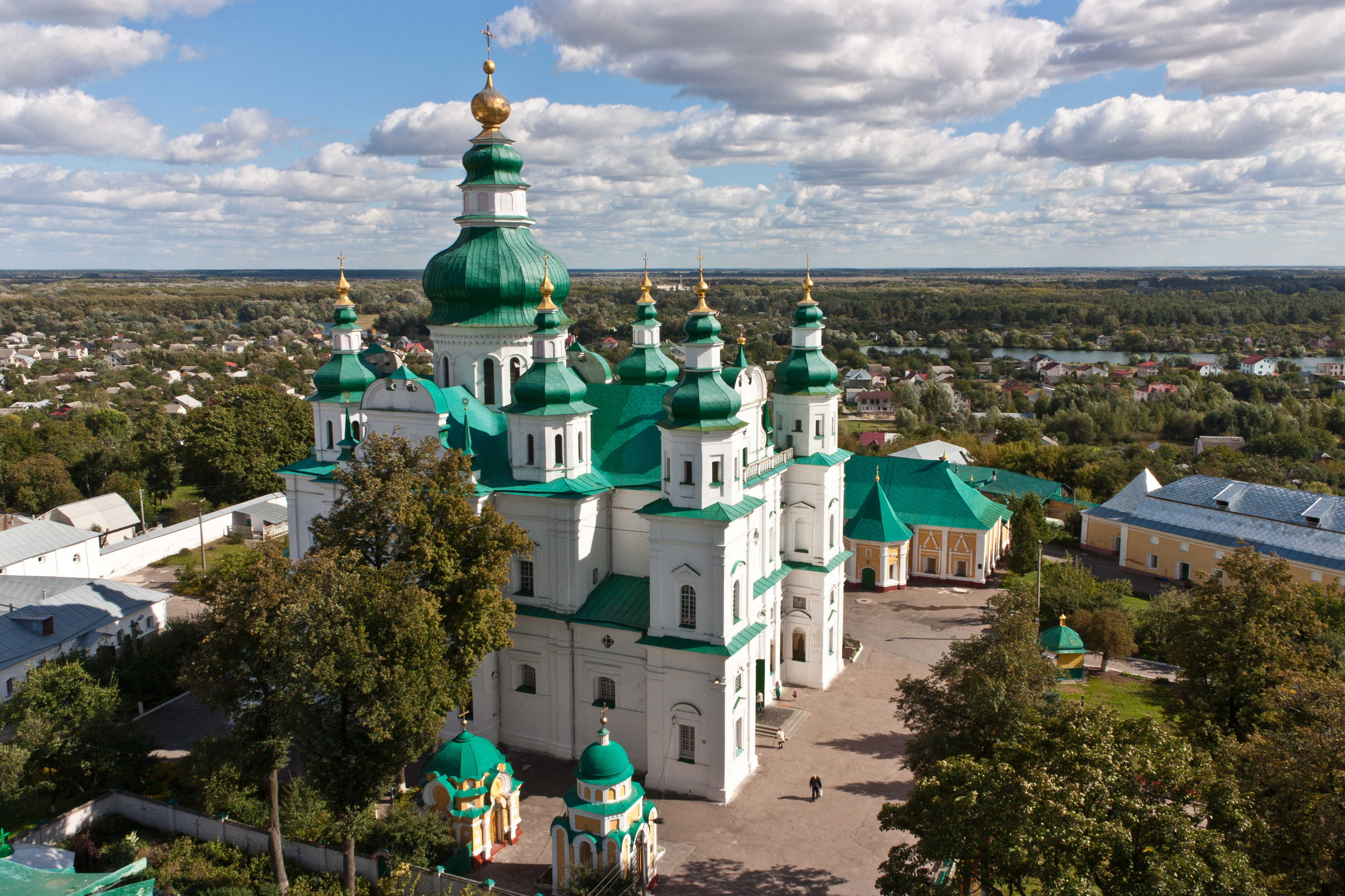
Троицко-Ильинский монастырь

В качестве настоятеля этого монастыря Герман был начальником и существовавшей при монастыре типографии. «Тщанием», а иногда и «иждивением» (как говорится в заглавии «Правила к причащению») Германа были напечатаны «Молитвослов Повседневный» (1714 год), «Октоих» (1715 год), «Псалтирь» (1716 год), «Новый Завет» (1717 год), «Правило к Божественному Причащению», «Псалтирь» (1720 год). Книги эти Герман снабжал предисловиями. К «Новому Завету» Герман приложил 1) «на краех», т. е. на полях, «некая словеса изъяснительные в подкрепление немощного человеческого разума и памяти», заимствованные им из «книг церковных учителей и богодухновенных Святого Писания изъяснителей», и 2) «оглавление коемуждо евангелисте». 
Предисловия Германа порой витиеваты и нередко наполнены восхвалениями гетмана И. И. Скоропадского, бывшего не только ктитором Троицкого Ильинского монастыря, но и личным «патроном и добродеем» архимандрита. По признанию самого Германа, он получил архимандрию не только «по Божию изволению», но и по «реиментарскому (т. е. гетманскому) милостивому благоволению». 
Образцом литературных приемов и стиля Германа может служить предисловие к «Псалтири» изданной им в 1720 году: «Елико бо земля от небес,» — говорит Герман в дедикации книги гетману, — «толико святая обитель наша от Ясневельможности Вашей, любовию к Живоначальной Троице и к чудодействующей Преблагословенной Деве..., восприемлем благодеяний. Даждь убо место, даждь благохотное угощение, ясневельможный пане, патроне и добродею наш изряднейший, в душевним своем небе грядущему от дому Святыя Живоначальныя Троицы в дом Ваш благородный скипетроносному Псалмопевцу, приносящему в дар Псалтир свой красен, аще и в малом типографском составлении, но в истину достоин небесного объятия, достоин в небеси подобном сердце Ясневельможности Вашей пространно помещатися, в нем же мы вси, недостойныи богомолци и вся убогая обитель наша из начала не тесно любовию возмещается». По своей «богомольчиной должности» Герман обращался к Скоропадскому с витиеватыми поздравлениями во «всяких благополучных высоцеповажнаго реиментерскаго дому случаях». 
В 1724 году Герман был оштрафован на 1000 рублей за бездействие с 1720 года типографии и за тайное издание книг «со многою противностию Восточной Церкви по желанию старообрядскому»; благодаря заступничеству Черниговского епископа Иродиона Жураковского, указавшего Священному Синоду на то, что типография бездействовала «недостачества ради материалов и обветшалости инструментов», штраф был снижен в десять раз и дан «за нерепортование» Синоду о состоянии типографии. 
28 сентября 1731 года в монастыре был сильный пожар, повредивший соборную церковь. Описывая в письме к Скоропадскому «не атраментом, но слезами» это несчастье, Герман выражал надежду, что «Преблагословенная Дева Богородица подвигнет на милость сердца христолюбивых благодетелев», между которыми «первийшим и всенадежнийшим» он считал «ясневельможнаго патрона и благодетеля». 
Последние годы Германа были омрачены процессом с полковником Яковом Лизогубом. 
Герман ослеп за три года до своей смерти, последовавшей в 1737 году.